# Вмираючий раб
«Вмираючий раб» (італ. Schiavo morente) — мармурова скульптура, створена італійським скульптором і художником Мікеланджело Буонарроті близько 1516 року. 
Статуя спершу призначалася для другого варіанту гробниці папи Юлія ІІ разом із «Рабом, що рве пута». Мікеланджело подарував обидві скульптури Роберто Строцці й вони опинилися у Луврі перед 1550.

## Опис

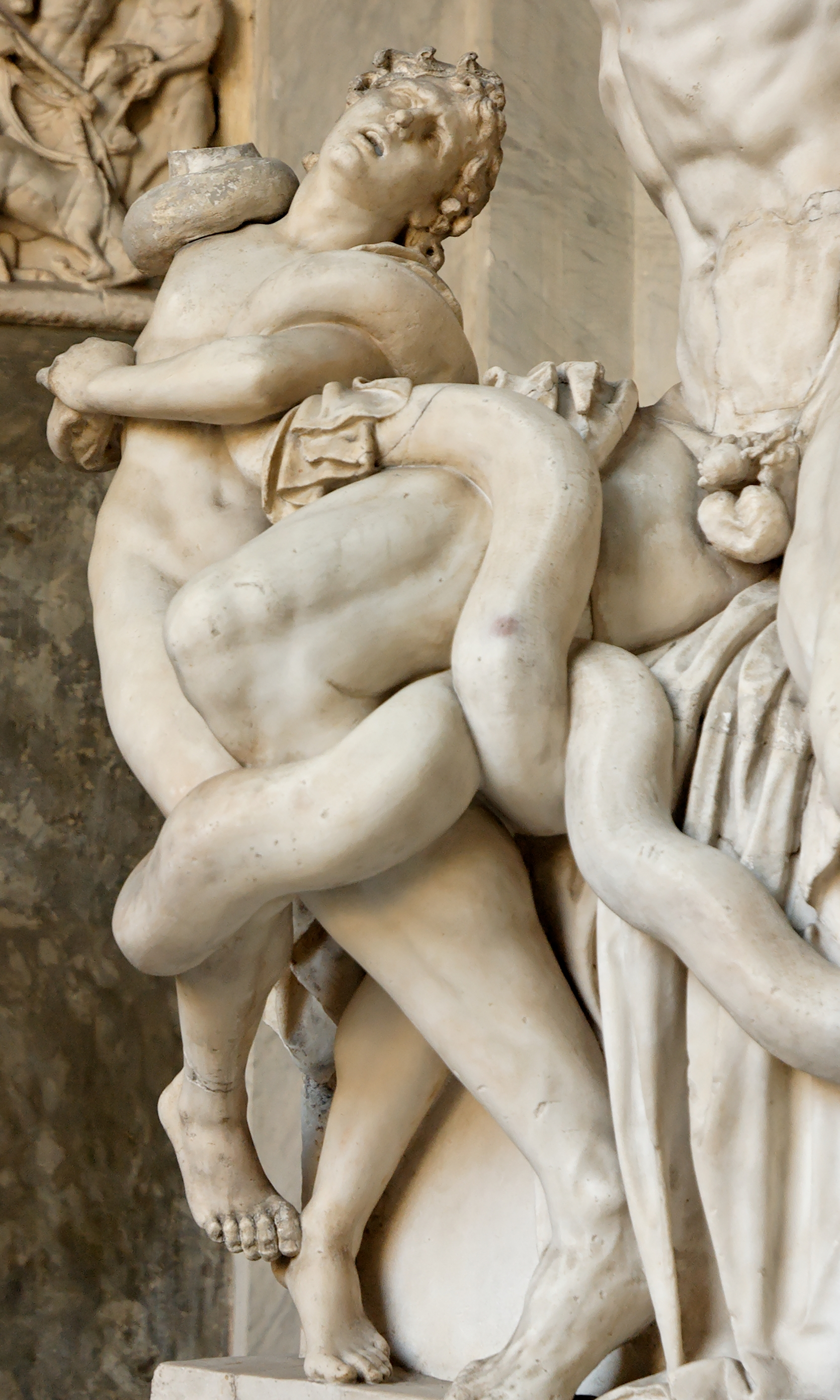
Молодший син Лаокоона

Статуя зображує молодого хлопця, тіло якого вигнуте S-подібно, як у «Рахілі», що заступила його місце в остаточному варіанті гробниці.
Як пише Говард Гіббард: «(…) ми бачимо людину, якій було б зручніше лягти, в елегантному контрпості» — ліва рука піднята й закинута назад, за голову, а права рука, зігнута у лікті, безсило повисла і ледь торкається символічних кайданів — пут, які обплели його шию, зап'ястя лівої руки та груди. Юнак спирається на праву ногу, а ліва розслаблена. З-під неї виглядає мавпа, яка щось тримає — можливо дзеркало[а]. Голова схилилася на праве плече, очі закриті. Здається, що юнак міцно заснув або помер.
Статуя є більш завершеною, ніж «Раб, що рве пута», можливо, що її було почато першою. Гіббард вважає, що вона призначалася для прикраси якогось із внутрішніх пілястр гробниці, тож хоча й може споглядатися з усіх сторін, фронтальний вигляд є основним.
У чуттєвості пози раба помітний вплив молодшого сина Лаокоона. Також зіграли роль «ignudi» («голі») із фресок стелі Сікстинської капели:

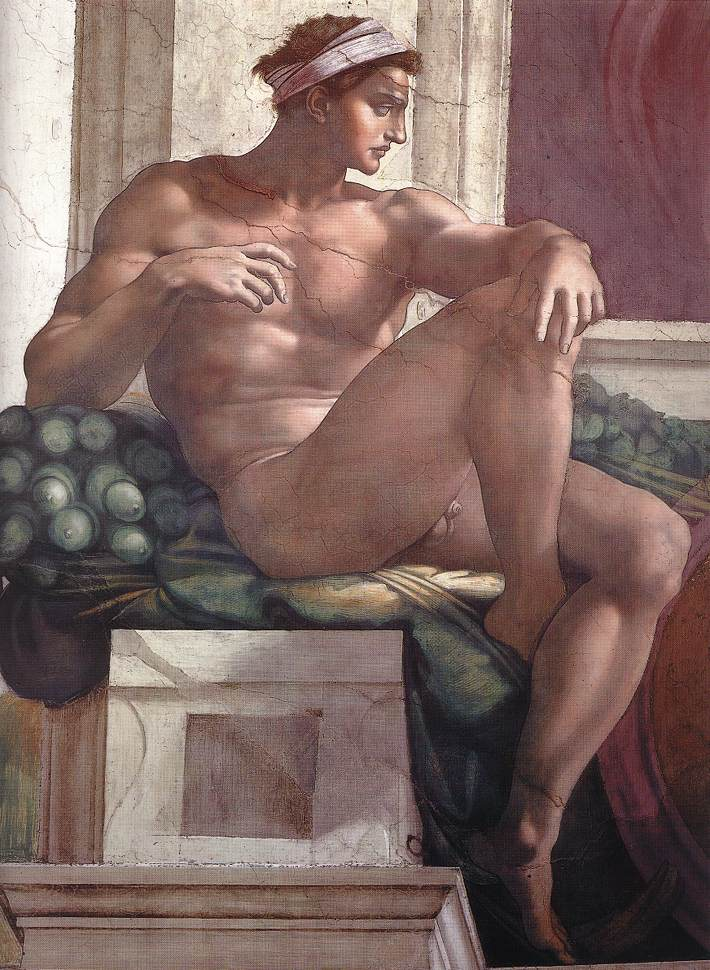
Інюді над Єремією
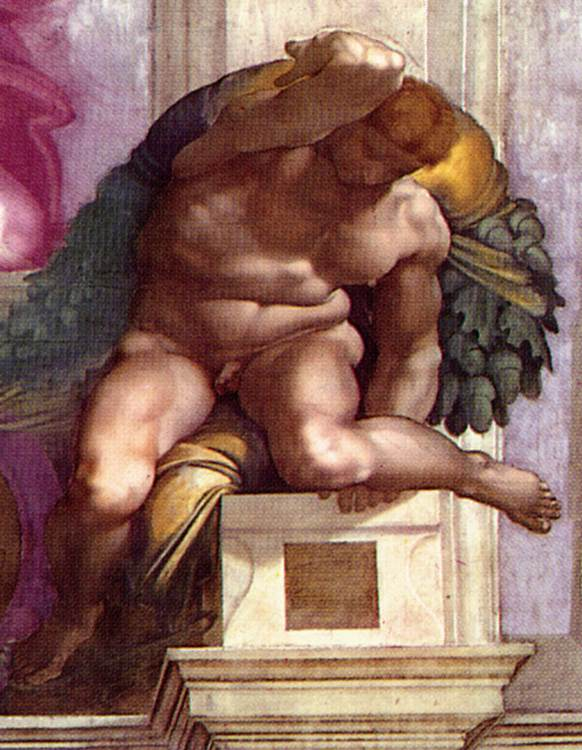
Інюді над Єремією
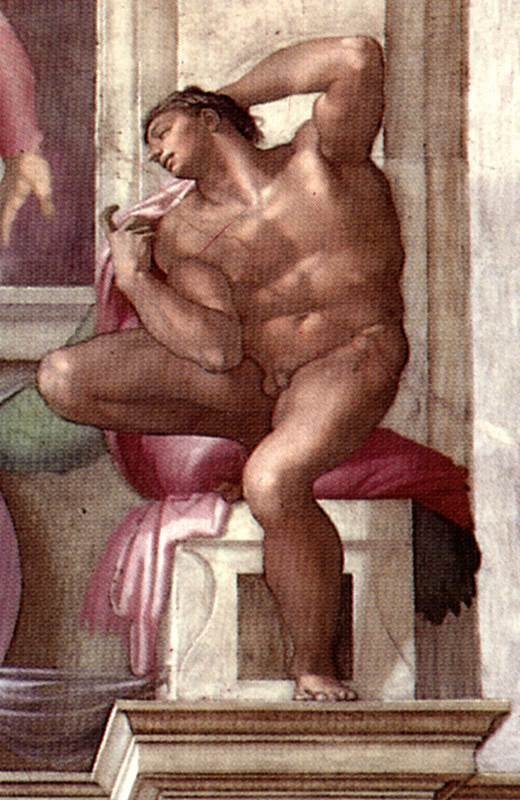
Інюді над сивілою Лівійською

## Інтерпретації
За Говардом Гіббардом, «Вмираючий раб» — результат еволюції первинної ідеї для гробниці Юлія II щодо скутих «Вільних мистецтв». Кондіві вважав, що це мистецтво Живопису, що заснуло після смерті папи. Існує й менш правдоподібне трактування, що це Живопис, пробуджений Юлієм зі сну.
Михайло Алпатов, радянський мистецтвознавець, вважав, що «Мікеланджело зачіпає тут тему людських страждань, які його попередники втілювали в образі [Святого] Себастьяна, пронизаного стрілами».
Мистецтвознавець Річард Флай (англ. Richard Fly) написав, що ця статуя «натякає на той момент, коли життя капітулює перед невтомною силою мертвої матерії». Чарльз Робертсон (англ. Charles Robertson) тлумачив «Вмираючого раба» у контексті справжнього рабства епохи Відродження[b].